# Daryabar Fossa
Daryabar Fossa è una fenditura della luna di Saturno Encelado individuata da Voyager 2 e in seguito dalla sonda Cassini.
È situata a 9,65° latitudine nord e 5,42° longitudine ovest, è lunga 200 chilometri con una massima profondità di 400 metri e una massima larghezza di 4 km.